# クシナダヒメ
クシナダヒメ（櫛名田比売、奇稲田姫、稲田媛、眞髪觸奇稲田媛、久志伊奈太美等与麻奴良比売）は、日本神話に登場する女神。

## 概要
ヤマタノオロチ退治の説話で登場する。オオヤマツミの子であるアシナヅチ・テナヅチの8人の娘の中で最後に残った娘。原文で「童女」と記述されるように、クシナダヒメ自身はまだ年端もいかぬ少女である。ヤマタノオロチの生贄にされそうになっていたところを、スサノオにより姿を変えられて櫛になる。スサノオはこの櫛を頭に挿してヤマタノオロチと戦い退治する。

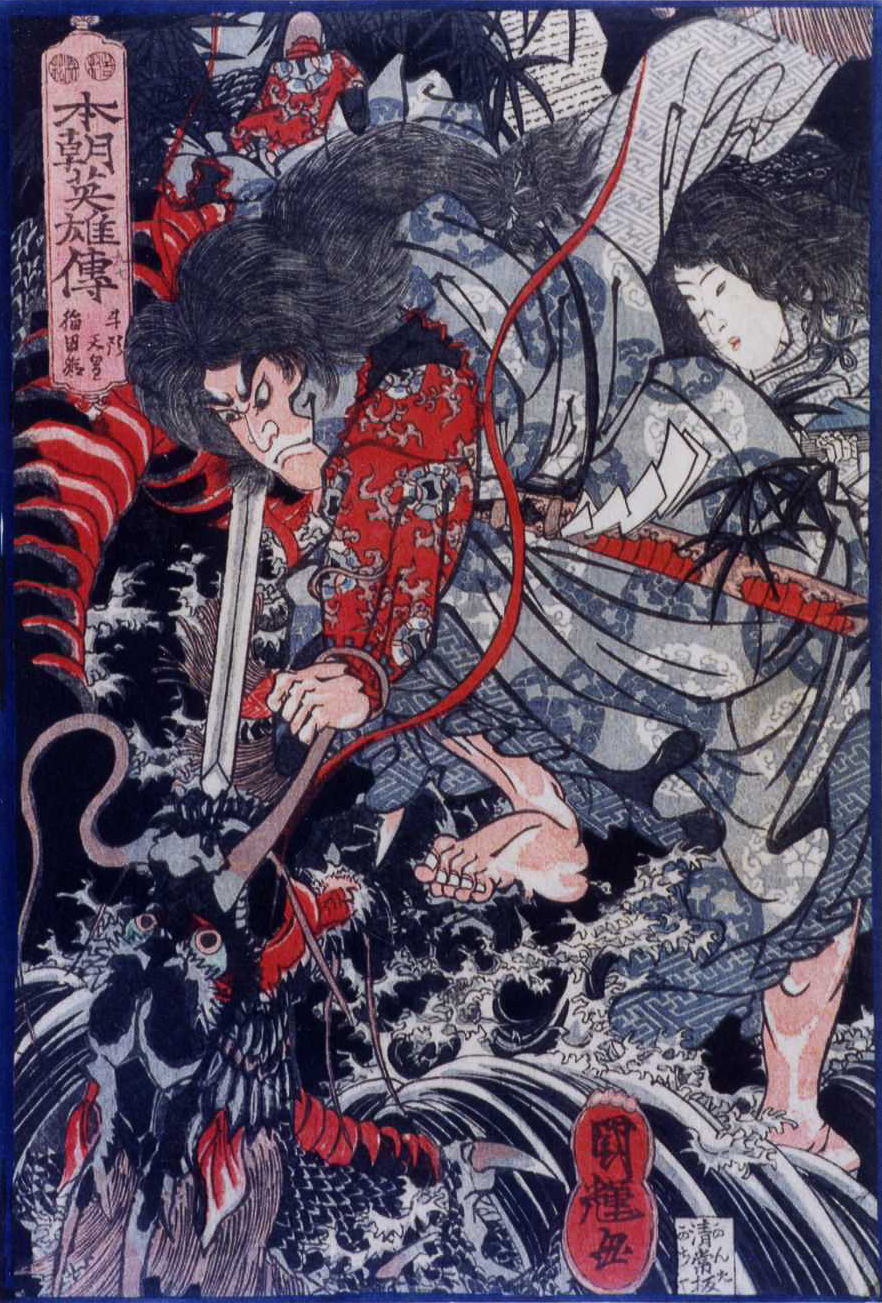
スサノオ。國輝画「本朝英雄傳」より「牛頭天皇 稲田姫」、大判錦絵

## 神話での記述

### ヤマタノオロチ退治

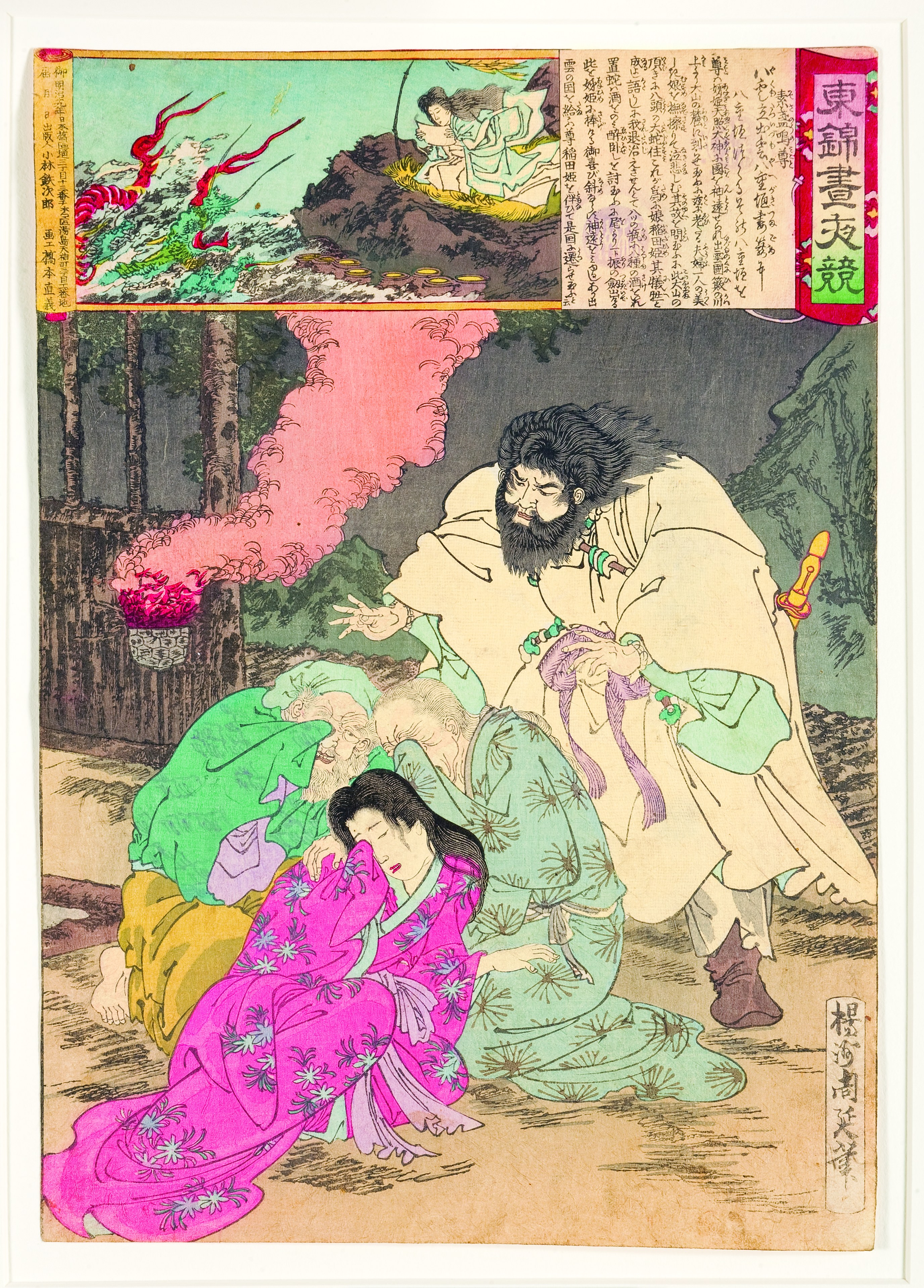
楊洲周延「東錦昼夜競　素戔嗚尊」より

高天原を追放されて出雲に降り立ったスサノオは、ヤマタノオロチという怪物に毎年娘を食われているアシナヅチ・テナヅチの夫婦と、その娘のクシナダヒメに出会った。彼らの話によると、もうじき最後に残った末娘のクシナダヒメも食われてしまう時期なのだという。哀れに思うと同時に、美しいクシナダヒメが愛しくなったスサノオは、クシナダヒメとの結婚を条件にヤマタノオロチの退治を申し出た。スサノオの素性を知らないアシナヅチとテナヅチは訝しむが、彼がアマテラスの弟と知ると喜んでこれを承諾し、クシナダヒメをスサノオに差し出した。
スサノオとの結婚が決まると、クシナダヒメはすぐにスサノオの神通力によってその体を変化させられ、細かい歯が多く爪形をした竹製の櫛(湯津爪櫛)に変えられた。櫛になったクシナダヒメはそのままスサノオの髪に挿しこまれ、ヤマタノオロチ退治が終わるまでその状態である。ヤマタノオロチ退治の準備はスサノオの指示で、アシナヅチとテナヅチが行った。
櫛になったクシナダヒメを頭に挿したスサノオは、見事十束剣によってヤマタノオロチを退治する。ヤマタノオロチを退治した後、スサノオはクシナダヒメと共に住む場所を探して、須賀の地に宮殿を建てた。

### その後
クシナダヒメがその後どうなったのかは原文では明記されていない。櫛に変えられる場面を最後にクシナダヒメは登場せず元の姿に戻った描写もないが、
- せっかく命を救われたのに、クシナダヒメ本人が櫛のままだったとは考えにくいこと[注 3]。
- スサノオがクシナダヒメと暮らすために須賀宮を建て、その際に「八雲立つ 出雲八重垣　妻籠みに 八重垣つくる その八重垣を」[注 4]と詠んでいること。
- 後に「其の櫛名田比売を以て、久美度(くみど)に起して」とスサノオがクシナダヒメと寝所を共にしたことを仄めかす記述があること。

これらのことから、櫛に変えられていたクシナダヒメはヤマタノオロチ退治後に元の美しい娘の姿に戻してもらい、約束通りスサノオの妻になったことが窺える。

## 名

### 表記
『古事記』では櫛名田比売、『日本書紀』では奇稲田姫（くしいなだひめ）、稲田媛（いなだひめ）、眞髪觸奇稲田媛（まかみふるくしいなだひめ）、『出雲国風土記』では久志伊奈太美等与麻奴良比売命（くしいなだみとよまぬらひめ）と表記する。
神として祀るにあたり「くし（櫛・奇）」を読まず敬称を用い、稲田姫命（いなだひめのみこと）とされることもある。

### 解釈
名前は通常、『日本書紀』の記述のように「奇し稲田（くしいなだ）姫」すなわち霊妙な稲田の女神と解釈される。
原文中では「湯津爪櫛（ゆつつまぐし）にその童女（をとめ）を取り成して～」とあり、クシナダヒメ自身が変身させられて櫛になったと解釈できることから「クシになったヒメ→クシナダヒメ」という言葉遊びであるという説もある。さらに、櫛の字を宛てることからクシナダヒメは櫛を挿した巫女であると解釈し、ヤマタノオロチを川の神として、元々は川の神に仕える巫女であったとする説もある。
もうひとつは、父母がそれぞれ手摩霊・足摩霊と「手足を撫でる」意味を持つ事から「撫でるように大事に育てられた姫」との解釈もあり、倭撫子（やまとなでしこ）の語源とされる。

### 別名
『出雲国風土記』の飯石郡の項では久志伊奈太美等与麻奴良比売命（くしいなだみとよまぬらひめ）という名前で登場する。また、能登国の久志伊奈太伎比咩神社（石川県七尾市）では久志伊奈太伎比咩（くしいなだきひめ）を祀神としたという記述が延喜式神名帳にあり、同一神と考えられる。

## なぜ櫛にされたのか
前述の通り、クシナダヒメはヤマタノオロチ退治の際に櫛に変えられている。
スサノオが単にクシナダヒメの姿を隠そうとしたのであれば、両親とともにクシナダヒメも安全な場所に隠れさせておけば良いはずであり、わざわざ身に着けて戦いの場に連れていくのはむしろ危険であるといえる。
クシナダヒメが櫛にされたその意味については諸説あるが、その例を記述する。

### 対オロチ用の武器になった説
古代人の思想で、女性は生命力の源泉と考えられていた。スサノオがクシナダヒメを櫛に変えた理由は、ヤマタノオロチに対抗するために女性そのものを身に着けることで、女性の有する生命力を得ようとしたためと考えられる。
戦いの場に持っていくのであれば、櫛よりも剣や矛など武器の類に変えたら一層有利であったと考えられるのに、スサノオは櫛を選択している。それは女性の有する生命力だけでなく、櫛の持つ呪力も同時に得ようとしたためである。日本では古来、櫛は呪力を持っているとされており、同じ『古事記』においてイザナギは、妻のイザナミが差し向けた追っ手から逃れるために、櫛の歯を後ろに投げ捨てたところ、櫛が筍に変わり難を逃れている。また、櫛の素材である竹も生命力の溢れるものとされていたため、魔的存在に対する際に極めて有効な働きを為すものと考えられたと思われる。
クシナダヒメの変身した櫛は、クシナダヒメが本来有していた女性としての生命力に加えて櫛の呪力を合わせ持ち、さらに体の材質まで竹に変化することで竹の材質自体が持つ生命力も合わせ持つことになり、魔的存在たるヤマタノオロチに対し、強力な武器の一つになったと考えられる。

### 婚姻の暗示とする説
日本では求婚する際に相手に櫛を贈る習慣があり、クシナダヒメ自身がこの「櫛」になってスサノオに贈られたとする説。ただし日本でこの習慣があったのは江戸時代のことであり、この説は後付けであるとする解釈もある。
他にも、前述の通り両親のアシナヅチ・テナヅチの名前には「手足を撫でる」意味があるが、娘のクシナダヒメは全身を櫛の形にされたことで両親の撫でる手も足もない形状になったことから、姿形だけでなく立場も「アシナヅチ・テナヅチの娘」から「スサノオのもの」に変化したことを表しているとする説もある。

## 系譜

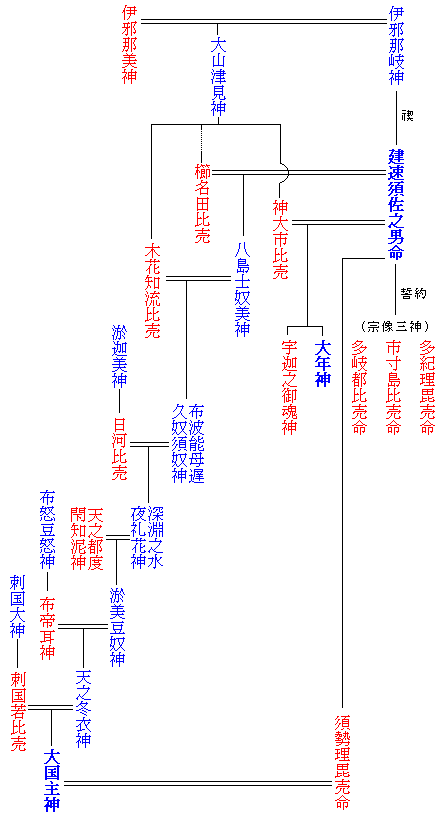
スサノオの系図（『古事記』による）。青は男神、赤は女神

大山津見神の子である足名椎・手名椎夫婦の八柱の娘の末子で、伊邪那岐命の子須佐之男命に娶られる。
後に二神の間に八島士奴美神が生まれ、その子孫が大国主神になる。
なおクシナダヒメとスサノオの子は『古事記』では八島士奴美神、『日本書紀』正伝では大己貴命(大国主)とされている。また『古事記』において大己貴命はスサノオとクシナダヒメの六世目の子孫とされている。

## 祀る神社
稲田の神として信仰されており、広峯神社（兵庫県姫路市）、氷川神社（さいたま市大宮区）、須佐神社（島根県出雲市）、八重垣神社（島根県松江市）、須我神社（島根県雲南市）、八坂神社（京都市東山区）、櫛田神社（富山県射水市）、櫛田宮（佐賀県神埼市）、六所神社（神奈川県中郡大磯町）のほか、各地（旧武蔵の国に偏在）の氷川神社で祀られている。
多くの神社では、夫のスサノオや子孫（又は子）の大国主などと共に祀られている。
クシナダヒメを単独で祀っている神社としては、茨城県笠間市にある稲田神社、島根県仁多郡奥出雲町の稲原にある稲田神社があり、特に奥出雲町の稲田神社の近くには稲田姫の産湯として伝えられている「産湯の池」と、臍（へそ）の緒を竹で切ったと伝えられる「笹の宮」がある。